# Jacques D. Hyan
Jacques D. Hyan (* 27. November 1937 in Berlin; † 4. Mai 2008 in Offenburg) war ein deutscher Maler und Zeichner, der sich abseits der zeitgenössischen Schulen und Moden hielt. Seine überwiegend kleinformatigen Arbeiten, meist Porträts und Landschaften, sind der Sinnenfreude und der Komik verpflichtet.

## Leben und Werk
Als Enkel des Berliner Kabarettisten und Kriminalschriftstellers Hans Hyan und Sohn des Berliner Malers und Zeichners Hans Volker Hyan blieb Jacques Daniel Hyan in der Branche. Zunächst verschlug es ihn freilich im Kindesalter durch „Verschickung“ aus dem bombardierten Berlin nach Norwegen. Nach dem Schulbesuch finanzierte er sich sein Kunststudium in Oslo und Köln, hier bei Otto Gerster, hauptsächlich als Seemann. Ab 1970 konnte sich Hyan als Freier Künstler ernähren. Er arbeitete abwechselnd im Schwarzwald und in Norwegen, das ihm zur zweiten Heimat geworden war. Mit seiner Frau Marianne, einer Lehrerin (Heirat 1977), hatte Hyan einen Sohn, Daniel Hyan, der inzwischen als Filmregisseur hauptsächlich Comedy macht. 2008 erlag der 70-jährige Künstler verschiedenen Krankheiten, die ihm seit Jahren zusetzten.
In einem Vortrag anlässlich einer Hyan-Ausstellung in Haslach im Sommer 2010 rückte  die Kunstwissenschaftlerin Susanne Ramm-Weber den Verstorbenen in die Nähe Heinrich Zilles, der für Hyans Großvater einige Bücher illustriert hatte. Hyans Bildsprache werde durch „satirische, bisweilen sarkastische Überzeichnung, die Liebe zum kleinen Detail, die eindeutigen, lichten Farben, und nicht zuletzt die kompositorische Finesse, die das ganze Blatt füllt“, ausgemacht. Marktruhm war mit so etwas schwerlich zu erringen. Allerdings hat sich Hyan den Zwängen des Kunstbetriebes auch mit Absicht entzogen.

## Einzelausstellungen
- In den 1970er Jahren zahlreiche Ausstellungen in Firmen, Behörden und Privathäusern im Raum Köln/Bonn und im Schloss Brühl
- 1975 und 1976 Teilnahme an den jurierten Ausstellungen des Kunstvereins Düsseldorf
- 1979 Galerie in der Mittelstadt, Burkheim am Kaiserstuhl
- 1981 Galerie am Eck, Offenburg
- 1983 Galerie Hagen, Offenburg
- 1989 Galerie im Theater Die Insel, Karlsruhe
- 1989 Galerie Buch und Kunst Hoffmann, Eutin
- 1989 Stadthalle Kehl
- 1991 Mehlwaage Freiburg/Breisgau (als Gast des BBK)
- 1992 Schlosshalle Wolfach
- 1994 Heimatmuseum Freistett
- 1995 Friedrichsbau Bühl
- 1997 Galerie Die Scheune, Gengenbach
- 1998 Künstlergalerie 37, Karlsruhe
- 1998 und 2001 Paul-Gerhardt-Haus, Offenburg
- 1999, 2002 und 2006 Klavierhaus Labianca, Offenburg
- 2000 Schloss Heiligenzell
- 2002 Galerie Auerhof, Reichenbach
- 2007 Ölmühle Bitzer, Offenburg
- 2010 (posthum) Kunstverein Mittleres Kinzigtal, Haslach
- 2013 Galerie Artraum, Freiburg/Breisgau
- 2014 Galerie Oleofactum, Offenburg

Weitere Einzelausstellungen in Norwegen. Außerdem Beteiligung an zahlreichen Gruppenausstellungen vor allem im badischen Raum.